# Trochtelfingen

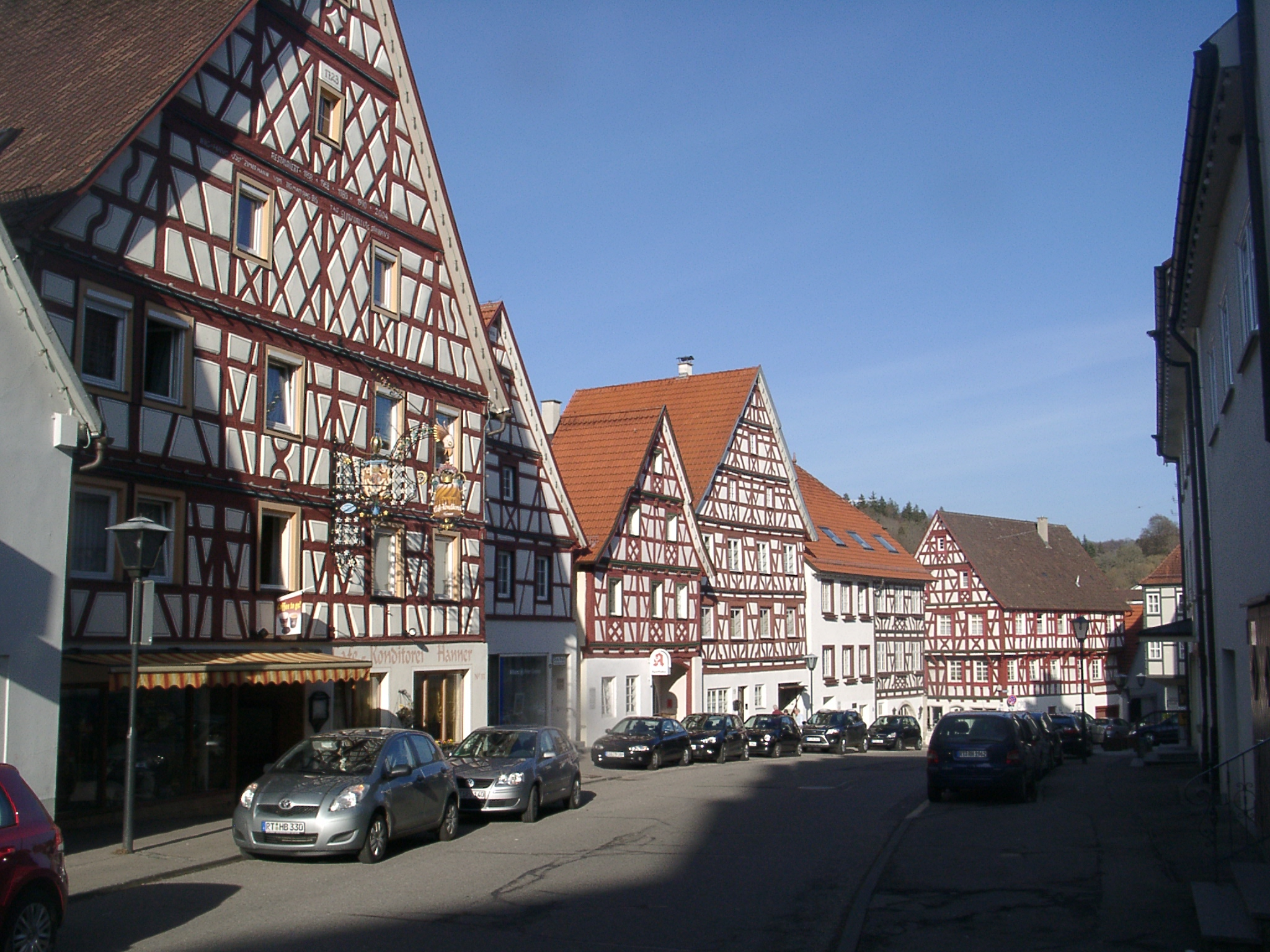
Innenstadt von Trochtelfingen

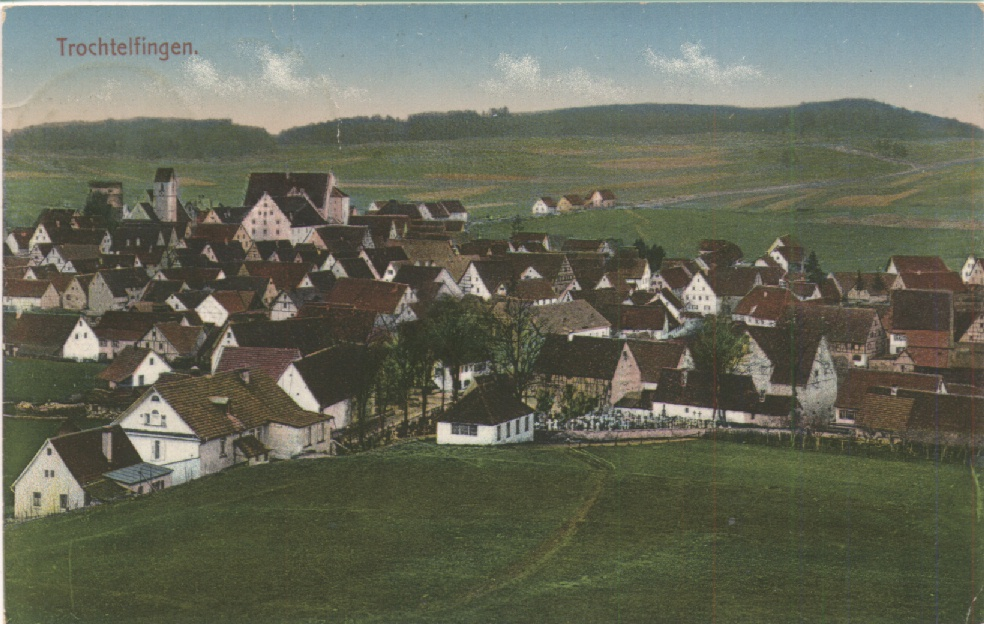
Trochtelfingen auf einer Postkarte um 1920

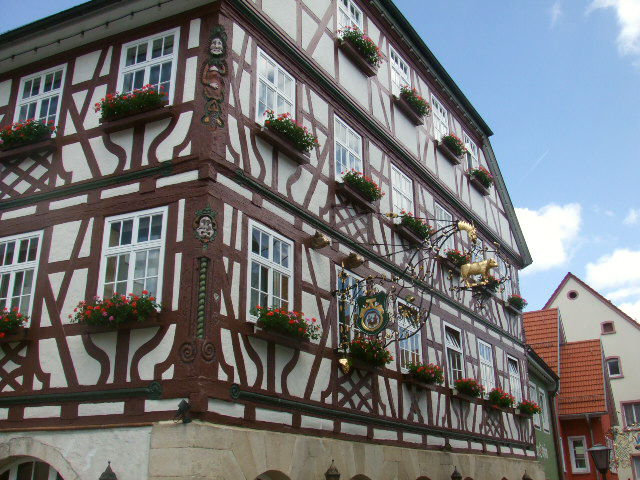
Fachwerkhaus (Restaurant Ochsen) am Rathausplatz

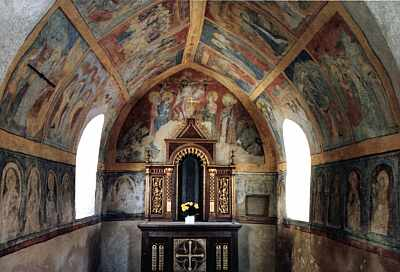
Fresken in St. Erhard

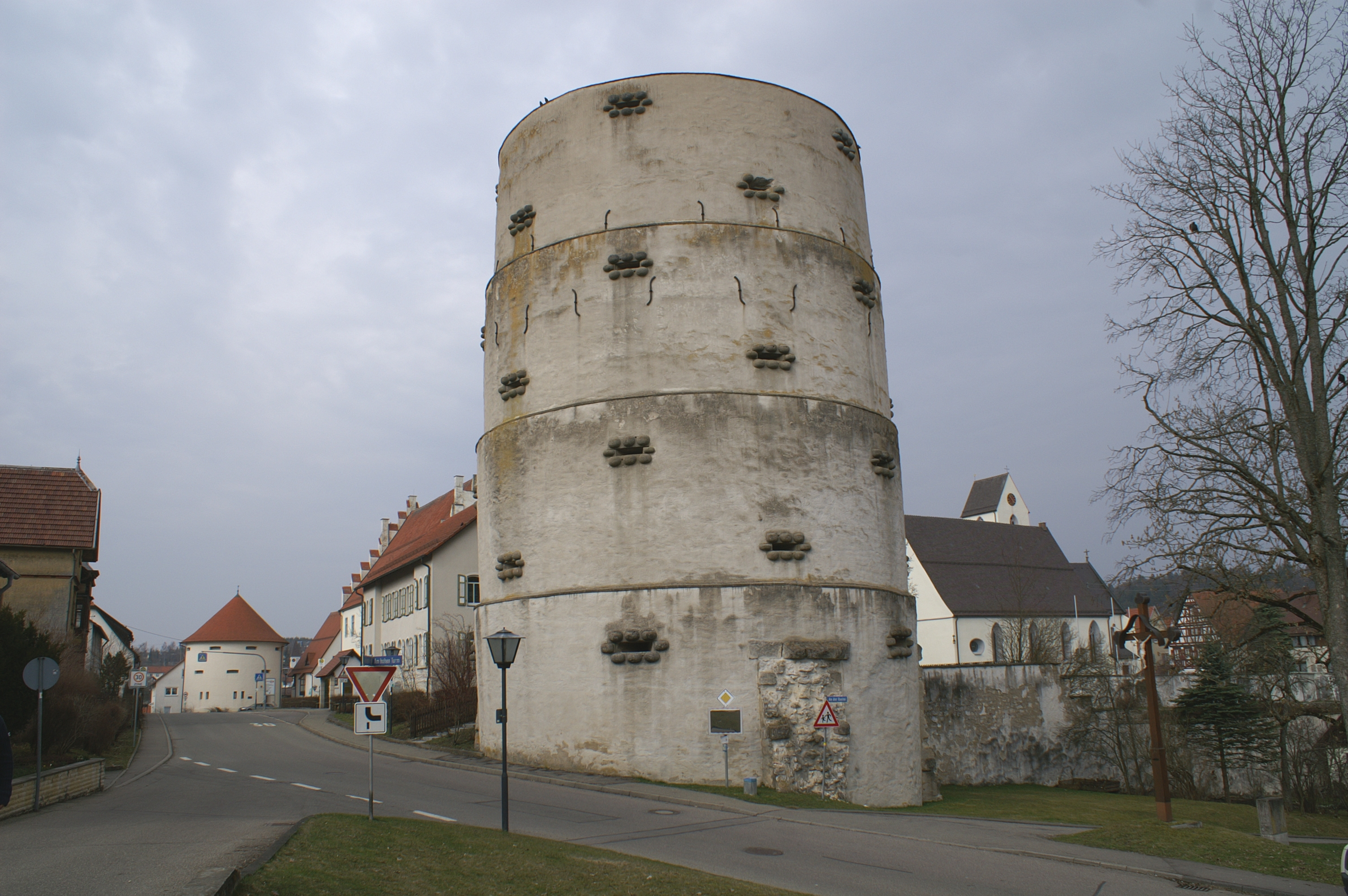
Der Hohe Turm war Teil der Stadtbefestigung

Trochtelfingen ist eine Stadt auf der Schwäbischen Alb im Landkreis Reutlingen in Baden-Württemberg etwa 25 km südlich der Kreisstadt Reutlingen.

## Geographie
Trochtelfingen liegt im Tal des Flüsschens Seckach. Dieses mündet südlich der Stadt in die Lauchert. Die Gemarkung erstreckt sich über eine Höhenlage von 851,7 m ü. NHN im äußersten Westen im Gewann Kohlwald bis 673,4 m ü. NHN an der Lauchert beim Austritt aus dem Stadtgebiet.

### Nachbargemeinden
Folgende Städte und Gemeinden grenzen an die Stadt Trochtelfingen (im Uhrzeigersinn, beginnend im Norden): Engstingen, Hohenstein, Pfronstetten, Gammertingen, Burladingen und Sonnenbühl. Sie gehören bis auf Gammertingen (Landkreis Sigmaringen) und Burladingen (Zollernalbkreis) zum Landkreis Reutlingen.

### Stadtgliederung
Die Stadt besteht aus fünf Stadtteilen: Hausen, Mägerkingen mit dem Burgstall Burg Hielock, Steinhilben, Trochtelfingen und Wilsingen. Die offizielle Benennung der Stadtteile erfolgt in der Form „Trochtelfingen-…“. Der Weiler Haid liegt innerhalb der Gemarkung der Stadt Trochtelfingen vor der Gemeindegebietsreform in Baden-Württemberg und grenzt im Norden an die Gemeinde Engstingen, der Stadtteil Trochtelfingen besteht aus der Gemarkung Trochtelfingens vor der Gemeindegebietsreform ohne den Weiler Haid, die restlichen Stadtteile sind räumlich identisch mit den bis zur Gemeindegebietsreform selbstständigen Gemeinden gleichen Namens. In Trochtelfingen wird der Gemeinderat nach dem System der unechten Teilortswahl gewählt, die Stadtteile bilden daher als Wohnbezirke bezeichnete Wahlkreise. In den vier Stadtteilen Hausen, Mägerkingen, Steinhilben und Wilsingen sind zudem Ortschaften im Sinne der baden-württembergischen Gemeindeordnung mit jeweils eigenem Ortschaftsrat und Ortsvorsteher als dessen Vorsitzendem eingerichtet.
Zum Stadtteil Hausen gehören das Dorf Hausen und die Häuser Lauchertmühle, zu den anderen Stadtteilen gehören jeweils nur die gleichnamigen Weiler, Dörfer und die Kernstadt Trochtelfingen.
Im Stadtgebiet liegen mehrere abgegangene, heute nicht mehr bestehende Ortschaften und Burgen; der Ort Wettishausen im Stadtteil Steinhilben westlich der Straße nach Meidelstetten in der heutigen Flur Wettlinghausen, wahrscheinlich im 14. Jahrhundert entstanden, wurde 1379 und 1477 als Wetißhusen erwähnt. Im Norden der Stadt Trochtelfingen vor der Gemeindegebietsreform liegt die abgegangene Burg Haideck, sie wurde 1311 zerstört. Wenig nördlich der Kernstadt liegt in der Flur Eidlingen die Wüstung Nidlingen oder Ridlingen. Das 1369 als Ridlingen und 1421 als Nidlingen erwähnte Dorf wurde wahrscheinlich nach Gründung der Stadt aufgegeben. In der Flur Aufhöfen im Westen liegt der abgegangene Ort Uffhofen.

### Schutzgebiete
Mit den Gebieten Trochtelfinger Heide und Seckachtal, Laucherttal mit Nebentälern, Öde am Mägerkinger Häule, Sommerschafweide an Buchhalden und Sommerschafweide in den Spitzäckern sind auf der Stadtfläche Trochtelfingens insgesamt fünf Landschaftsschutzgebiete ausgewiesen. Diese überschneiden sich teilweise mit den beiden FFH-Gebieten Gebiete um Trochtelfingen und Gebiete um das Laucherttal.

## Geschichte

### Bis zum 19. Jahrhundert
Das Gebiet um Trochtelfingen war schon sehr lange besiedelt. Im Jahr 2007 wurden bei Aushubarbeiten keltische Gräber gefunden. Der Name Trochtelfingen lässt auf eine frühalemannische Gründung der ältesten Siedlungsschicht des Ortes und einen damit verbundenen Personennamen schließen. Dieses erste Dorf ist wohl unterhalb der Kirche an der Seckach zu vermuten. Erstmals urkundlich erwähnt wurde Trochtelfingen im Jahre 1161 als Truhdolvingin.
Von 1182 bis 1219 war Pfalzgraf Rudolf von Tübingen der Herr von Trochtelfingen. Der Besitz wechselte von den Pfalzgrafen von Tübingen über die Grafen von Gammertingen zu den Grafen von Hohenberg. Schließlich kam die Stadt 1310 zur Grafschaft Württemberg. 1316 vermachte Graf Eberhard I. Trochtelfingen seiner Tochter Agnes und seinem Schwiegersohn Graf Heinrich von Werdenberg-Trochtelfingen-Sigmaringen. Im Jahre 1534 ging die Herrschaft von Anna von Werdenberg, der Mutter des Grafen Joachim, auf die Grafen und späteren Fürsten von Fürstenberg über. Mit der Mediatisierung 1806 wurde die Herrschaft Trochtelfingen Teil des Fürstentums Hohenzollern-Sigmaringen. 1850 wurde Trochtelfingen als Teil der Hohenzollerischen Lande preußisch. Bis 1861 war es Sitz des hohenzollerischen Obervogteiamtes Trochtelfingen. Anschließend gehörte Trochtelfingen zum Oberamt Gammertingen.

### 20. und 21. Jahrhundert
Als das Oberamt Gammertingen im Jahr 1925 aufgelöst wurde, kam Trochtelfingen zum Landkreis Sigmaringen. Das Stadtrecht war 1883 aberkannt worden und wurde 1952 neu verliehen.
In der Zeit des Nationalsozialismus befand sich in Trochtelfingen eines von fünf Lagern des weiblichen Reichsarbeitsdienstes (RAD) im damaligen Landkreis Sigmaringen.
1972 wurde Trochtelfingen dem Landkreis Reutlingen zugeordnet. Der heutige Stadtteil Wilsingen gehörte hingegen bis zur Kreisreform Baden-Württemberg 1973 zum Landkreis Münsingen und kam von dort zum Reutlinger Kreis. Hausen an der Lauchert und Mägerkingen hingegen gehörten schon zuvor zum Landkreis Reutlingen. Der Teilort Steinhilben, der wie Trochtelfingen vor der Kreisreform zum Landkreis Sigmaringen gehörte, erscheint am 1. November 1247 auf einer Urkunde des Ritters von Wurmlingen.
In den 1970er/1980er-Jahren fand in Trochtelfingen eine Stadtkernsanierung statt. Ein letzter Abschnitt findet 2015 mit der Sanierung der Marktstrasse ihren Abschluss.

### Eingemeindungen
- 1. Januar 1972: Hausen an der Lauchert[9]
- 1. Januar 1975: Mägerkingen, Steinhilben und Wilsingen[10]

### Einwohnerentwicklung
| Jahr  | Einwohner |
| ----- | --------- |
| 1871¹ | 3.235     |
| 1880¹ | 3.193     |
| 1890¹ | 3.150     |
| 1900¹ | 3.108     |
| 1910¹ | 2.886     |
| 1925¹ | 2.932     |
| 1933¹ | 3.054     |
| 1939¹ | 2.975     |
| 1950¹ | 3.338     |

| Jahr  | Einwohner |
| ----- | --------- |
| 1956¹ | 3.579     |
| 1961¹ | 3.818     |
| 1965  | 4.206     |
| 1970¹ | 4.536     |
| 1975  | 5.007     |
| 1980  | 5.144     |
| 1985  | 5.277     |
| 1987¹ | 5.341     |
| 1990  | 5.870     |

| Jahr | Einwohner |
| ---- | --------- |
| 1995 | 6.375     |
| 2000 | 6.581     |
| 2005 | 6.624     |
| 2010 | 6.446     |
| 2015 | 6.371     |
| 2020 | 6.330     |
|      |           |
|      |           |
|      |           |

¹ Volkszählungsergebnis, heutiger Gebietsstand, andere Zahlen am jeweiligen Jahresende.

## Religionen
Die ehedem hohenzollerischen Stadtteile Trochtelfingen, Steinhilben und Haid sowie das vormals zur Reichsabtei Zwiefalten gehörende und dann neuwürttembergische Wilsingen sind hauptsächlich römisch-katholisch geprägt. Die ehemals hohenzollerischen Stadtteile gehören zum Dekanat Sigmaringen-Meßkirch des Erzbistums Freiburg. Wilsingen gehört zum Dekanat Reutlingen-Zwiefalten der Diözese Rottenburg-Stuttgart. Die ehemals altwürttembergischen Stadtteile Mägerkingen und Hausen an der Lauchert  sind traditionell evangelisch geprägt und gehören zum Kirchenbezirk Reutlingen der Evangelischen Landeskirche in Württemberg.

## Politik

### Gemeinderat

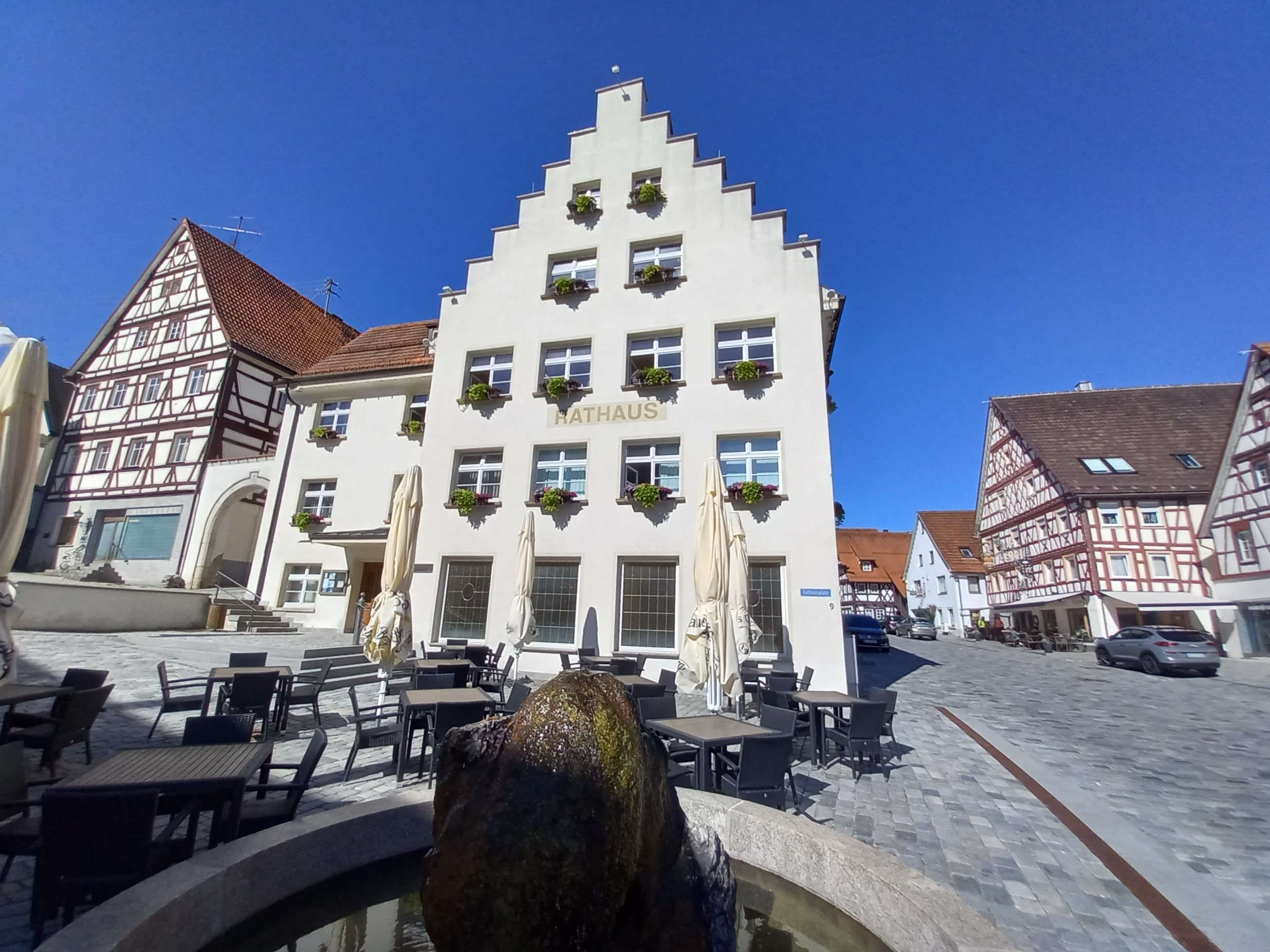
Trochtelfinger Rathaus

Der Gemeinderat in Trochtelfingen besteht aus den 18 gewählten ehrenamtlichen Gemeinderäten und der Bürgermeisterin als Vorsitzende. Die Bürgermeisterin ist im Gemeinderat stimmberechtigt. Die Kommunalwahl am 9. Juni 2024 führte zu folgendem vorläufigen Endergebnis.
| Freie Wähler Trochtelfingen (FW) | 79,96 % | 14 Sitze | 2019: 73,39 %, 13 Sitze |
| Sozial und bürgernah/SPD         | 20,04 % | 4 Sitze  | 2019: 26,61 %, 5 Sitze  |

### Bürgermeister
Der Bürgermeister wird für eine Amtszeit von acht Jahren gewählt. Bürgermeisterin ist seit dem 1. April 2023 Katja Fischer (SPD). Sie wurde bei der Wahl am 5. Februar 2023 mit 65,1 Prozent der Stimmen gewählt.
Die Bürgermeister der Stadt Trochtelfingen:
- 1884–1906: Alois Eisele
- 1906–1924: Alois Rein
- 1924–1933: Hermann Kromer
- 1933–1934: H. Herter (kommissarisch eingesetzt)
- 1934–1942: Gerhard Fischer (ernannt)
- 1942–1945: Josef Freudemann (ernannt)
- 1945–1965: Jakob Sigg (von den Alliierten ernannt, dann 1946 auch gewählt)
- 1965–1991: Heinz Daubmann
- 1991–2015: Friedrich Bisinger
- 2015–2023: Christoph Niesler
- seit 2023: Katja Fischer (SPD)

Ehemalige Bürgermeister von Steinhilben:
- Anton Zeiler (CDU)
- Franz Roggenstein (FWV)

### Wappen
| Wappen der Stadt Trochtelfingen | Blasonierung: „In gespaltenem Schild vorne in Rot eine aufgerichtete goldene (gelbe) Hirschstange, hinten in Silber (Weiß) ein schwarzes Hochkreuz mit rechtshin geschweifter Fußspitze.“ |
| Wappen der Stadt Trochtelfingen | Wappenbegründung: Nach Eingliederung zweier Orte in die frühere Stadt Trochtelfingen wurde am 1. Januar 1975 durch Vereinigung der letzteren mit Mägerkingen und Steinhilben die neue Stadt Trochtelfingen gebildet. Während die Orte Hausen an der Lauchert und Mägerkingen zur Zeit ihrer kommunalen Selbstständigkeit die schwarze württembergische und Wilsingen die rote veringische Hirschstange im Wappen geführt hatten, nahm die neue Stadt Trochtelfingen eine goldene Hirschstange in ihr Wappen auf. Da die heraldischen Regeln den Anstoß des veringischen goldenen Schildfeldes an das silberne der Stadt Trochtelfingen ausschließen, sind die veringischen Wappenfarben gegeneinander vertauscht worden. Das „fliegende Kreuz“ war schon im Wappen der alten Stadt zu sehen. Die Farben Schwarz und Silber repräsentieren die einst hohenzollerischen Stadtteile Steinhilben und Trochtelfingen. Das Wappen wurde – zusammen mit der Flagge – am 28. April 1977 vom Landratsamt verliehen. |

Ehemaliges Wappen und Wappen der Stadtteile

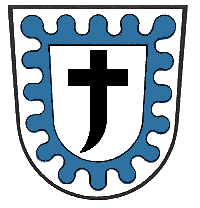
Trochtelfingen (alt)
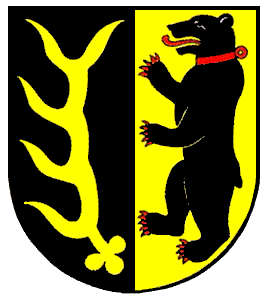
Hausen an der Lauchert
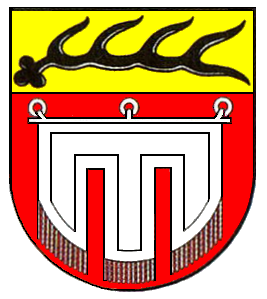
Mägerkingen
Steinhilben
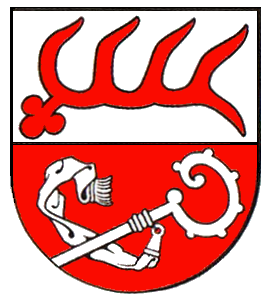
Wilsingen

### Städtepartnerschaften
- Steinhilben: Máriahalom (Ungarn), seit 1997
- Trochtelfingen: Stadt Wehlen (Sachsen), seit 29. Juni 2012

## Kultur und Sehenswürdigkeiten
Trochtelfingen liegt an der Hohenzollernstraße, die an vielen Sehenswürdigkeiten vorbeiführt. 2014 wurde die Stadt Trochtelfingen aufgrund ihres denkmalgeschützten Stadtkerns und der Fachwerkkulisse entlang der Marktstraße in die Arbeitsgemeinschaft Deutsche Fachwerkstädte aufgenommen.

### Museen
- Heimatmuseum des Geschichts- und Heimatverein Trochtelfingen
- Bierkrug- und Bierdeckelmuseum in der Albquell-Brauerei

### Sport
Der Skilift Hennenstein ist ein Tellerlift in der Nähe von Trochtelfingen für Anfänger und Fortgeschrittene.

### Bauwerke

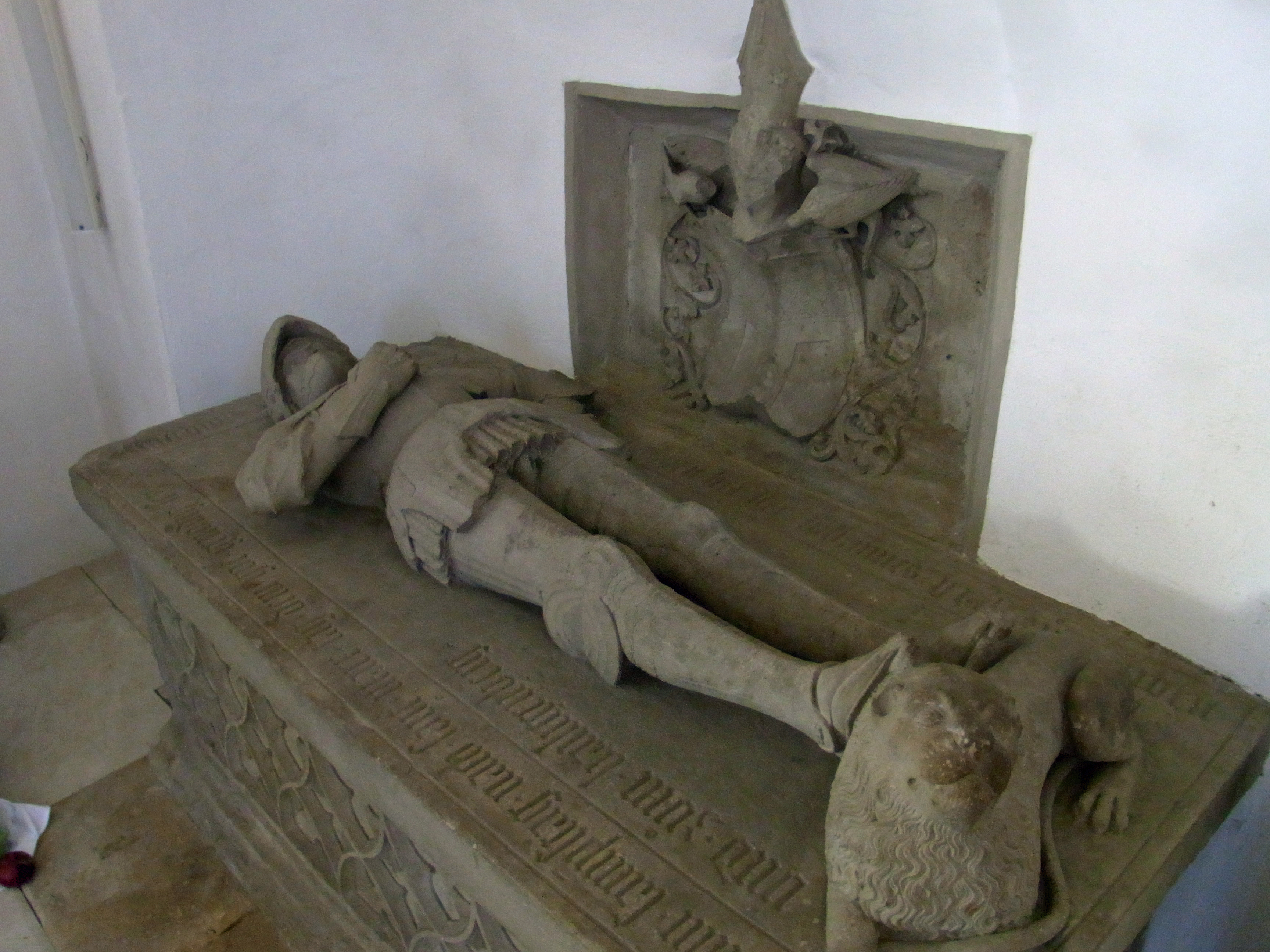
Grabmal des Grafen Johann IV. von Werdenberg († 1465), in der Martinskirche Trochtelfingen

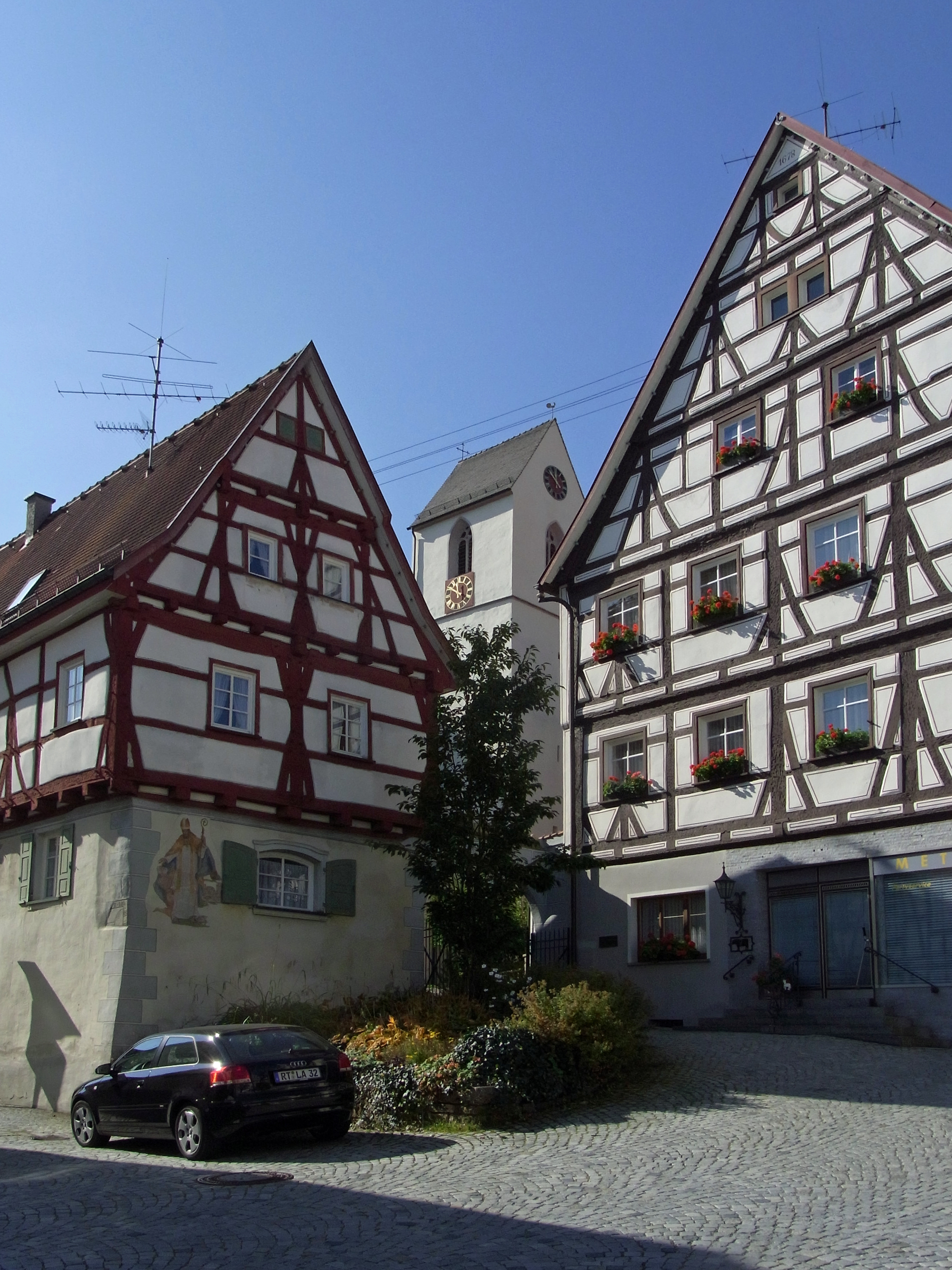
Rathausplatz

Einige Häuser der Altstadt stammen aus dem 15. und 16. Jahrhundert. Ein Großteil der alten Stadtbefestigung sowie ein Geschützturm ist erhalten.
- Pfarrkirche St. Martin, erbaut um 1200; mit Tumba-Grab des Grafen Johann IV. von Werdenberg-Sargans († 1465), Vater des Augsburger Bischofs Johann II. von Werdenberg († 1486)
- Hennensteinkapelle[14]
- Schloss der Grafen von Werdenberg, erbaut um 1450: Da das viergeschossige Dach viele schadhafte Stellen und einen Granatendurchschuss an einem tragenden Pfosten aufwies und herausgesägte Stücke Lattung sowie in Kriegszeiten verheizte Streben fehlten, wurde es in den Jahren 2011 und 2012 saniert. Die bis zu 16 Meter langen Fichtenhölzer wurden im 15. Jahrhundert ohne maschinelle Hilfe vermutlich in Schwerarbeit mit Ochsen- oder Pferdegespann über Züge emporgehievt.[8]
- Haidkapelle, im Stadtteil Haid, gebaut um 1470
- Burgkapelle, Marienkapelle, gebaut um 1660 auf der Burgstelle Burg Trochtelfingen
- Christi-Ruh-Kapelle, gebaut um 1700
- zahlreiche Bürgerhäuser mit fränkischem Fachwerk aus dem 17. Jahrhundert
- Augstbergturm, im Stadtteil Steinhilben wurde 1963 eingeweiht. Er ist 30 m hoch und steht auf 848 m Höhe.[15]
- St. Pankratiuskirche in Steinhilben, gebaut 1699
- St. Johanneskapelle in Steinhilben, erstmals 1363 erwähnt
- Kapelle der Heiligen vierzehn Nothelfer in Steinhilben, 1744 erbaut
- Friedhofskapelle St. Erhard, 1363 erstmals erwähnt und um 1430 vom ortsansässigen Heinrich Gretzinger großflächig mit Fresken ausgestattet.

## Wirtschaft und Infrastruktur
Auf dem Gelände der ehemaligen Eberhard-Finckh-Kaserne haben die Gemeinden Engstingen, Hohenstein und Trochtelfingen 1994 den Gewerbepark Haid gegründet.

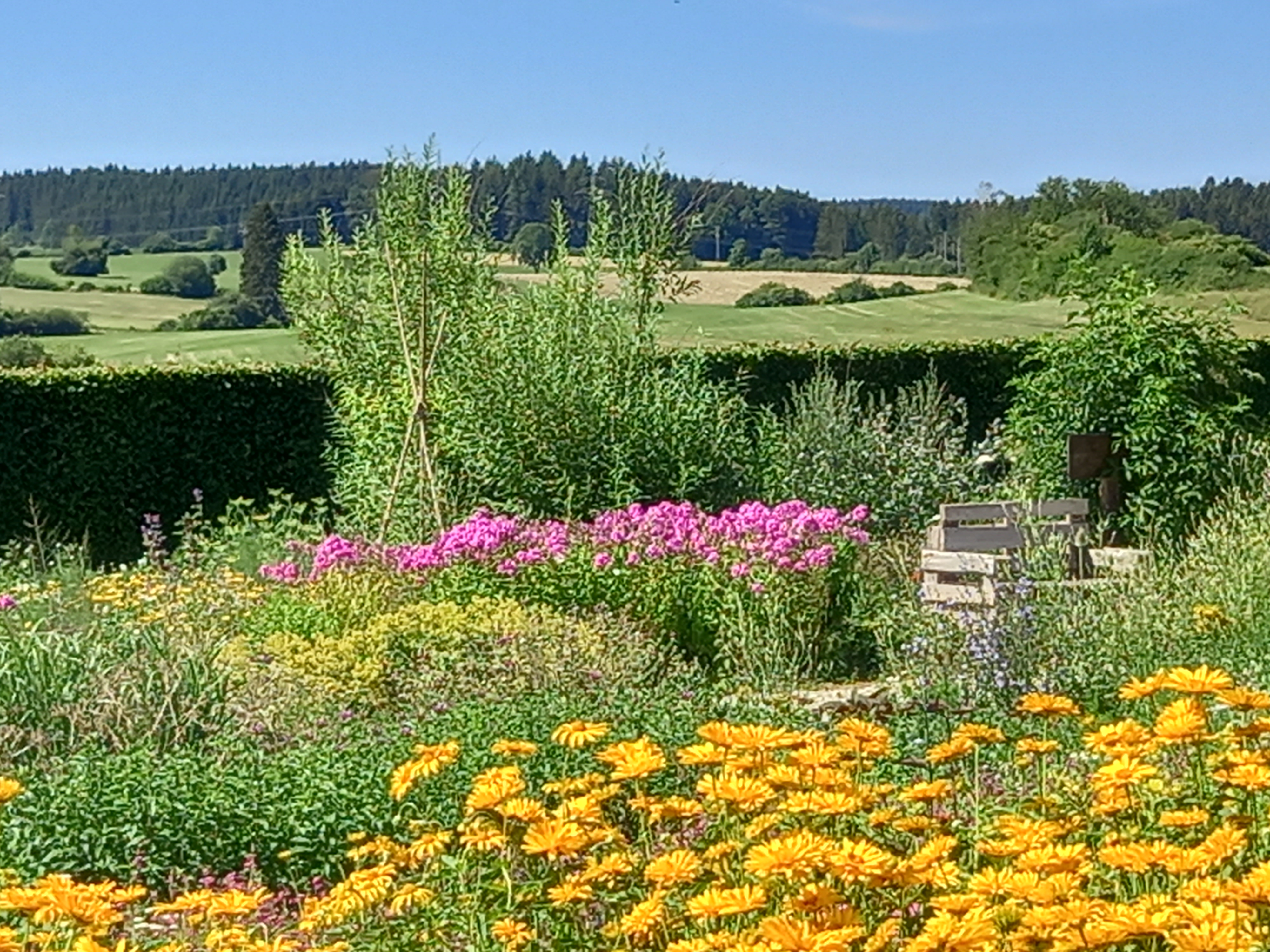
„Kräutergarten“ nördlich des Ortskerns von Trochtelfingen

Trochtelfingen ist der Hauptsitz von Alb-Gold Teigwaren, einem der größten deutschen Nudelhersteller. Die Firma betreibt einen kostenlos zugänglichen, ca. 2 ha großen „Kräutergarten“ genannten Naturgarten.

### Verkehr
Die Stadt liegt an der Bundesstraße 313 (Plochingen – Stockach). Diese verbindet die Stadtteile Mägerkingen, Trochtelfingen und Haid im Norden mit Reutlingen und im Süden mit Sigmaringen. Die Kreisstraße K 6736 führt zum Stadtteil Steinhilben und von dort die K 6739 weiter nach Wilsingen. Der Stadtteil Hausen ist über die Landesstraße 385 mit Mägerkingen verbunden.
Im Bereich der Kernstadt Trochtelfingen wird die B313 auf einer Umgehungsstraße am Stadtzentrum vorbeigeleitet. Diese Umgehungsstraße führt allerdings direkt durch besiedeltes Gebiet, und auch aufgrund des teilweisen Baus als Hochstraße und der zulässigen Höchstgeschwindigkeit von 100 km/h verursacht die Umgehungsstraße hohe Lärmemissionen.
Die Bahnstrecke Engstingen–Sigmaringen der Hohenzollerischen Landesbahn führt durch die Stadtteile Mägerkingen und Trochtelfingen. Es existieren Pläne, die Strecke in die künftige Regional-Stadtbahn Neckar-Alb zu integrieren.
Der Öffentliche Nahverkehr wird durch den Verkehrsverbund Neckar-Alb-Donau (NALDO) gewährleistet. Die Stadt befindet sich in der Wabe 226.

### Bildung
- Werdenbergschule Trochtelfingen, Grundschule mit Hort am Schloss und Gemeinschaftsschule.
- Theodor-Heuss-Schule Mägerkingen, Grundschule
- Grundschule Steinhilben
- Kinderhaus St. Martin mit Hort Rappelkiste
- Kindergarten Mägerkingen
- Thomas-Geiselhart-Kindergarten Steinhilben
- Kindergarten Wilsingen
- Kindergarten Hausen a.d.L
- Öffentliche Stadtbücherei

## Persönlichkeiten

### Söhne und Töchter der Stadt
- Johann Philipp Andreae (1699–1760), Mathematiker, Mechanikus, Sonnenuhr- und Kompassmacher sowie Herausgeber
- Carl von Langen (1753–1836), Schriftsteller
- Cajetan Koller (1798–1872), Arzt und Abgeordneter der Hechinger Landesdeputation
- Gabriel Eisele (1801–1858/1859), Tierarzt
- Thomas Geiselhart (1811–1891), geboren in Steinhilben, katholischer Priester, Gründer des Waisenhauses Nazareth in Sigmaringen
- Friedrich Baur (1829–1893), geboren in Hausen, Jurist, Landtagsabgeordneter
- Philipp Friedrich Mader (Mägerkingen) (1832–1917), evangelischer Theologe
- Johannes Dorn (Haid) (1853–1925), Ökonom, Archäologe und Altertumsforscher
- Otto Keinath (Hausen) (1879–1948), Politiker (MdR)
- Johannes Schmid (1891–1968), Chefredakteur der Schwäbischen Zeitung, Heimatforscher
- Gustav Schoser (1924–2012), Botaniker, ehem. Direktor des Palmengarten Frankfurt
- Franz Schoser (* 1933), Ökonom und Verbandsfunktionär, ehemaliges Mitglied im Nationalen Normenkontrollrat

### Personen, die in der Stadt gewirkt haben
- Johann Ludwig Andreae (1667–1725), evangelischer Pfarrer, Kartograph, Globenbauer und Buchautor
- Johann Baptist Bommer (1705–1778), Flach- und Fassmaler

### Ehrenbürger
- 2004: Johannes Martin Schoser